# 羅姆劇場京都
羅姆劇場京都（日语：ロームシアター京都、ロームシアターきょうと）是位於日本京都府京都市左京區岡崎最勝寺町的一座音樂廳。這座建築的正式名稱是京都會館。
羅姆劇場京都的所有者是京都市政府，開館時的建築設計者是前川國男，開業於1960年（昭和35年）。2012年開始，該建築進行部分改建，並同時由羅姆取得冠名權，改為現名。2016年1月10日，羅姆劇場京都重新開業。

## 沿革

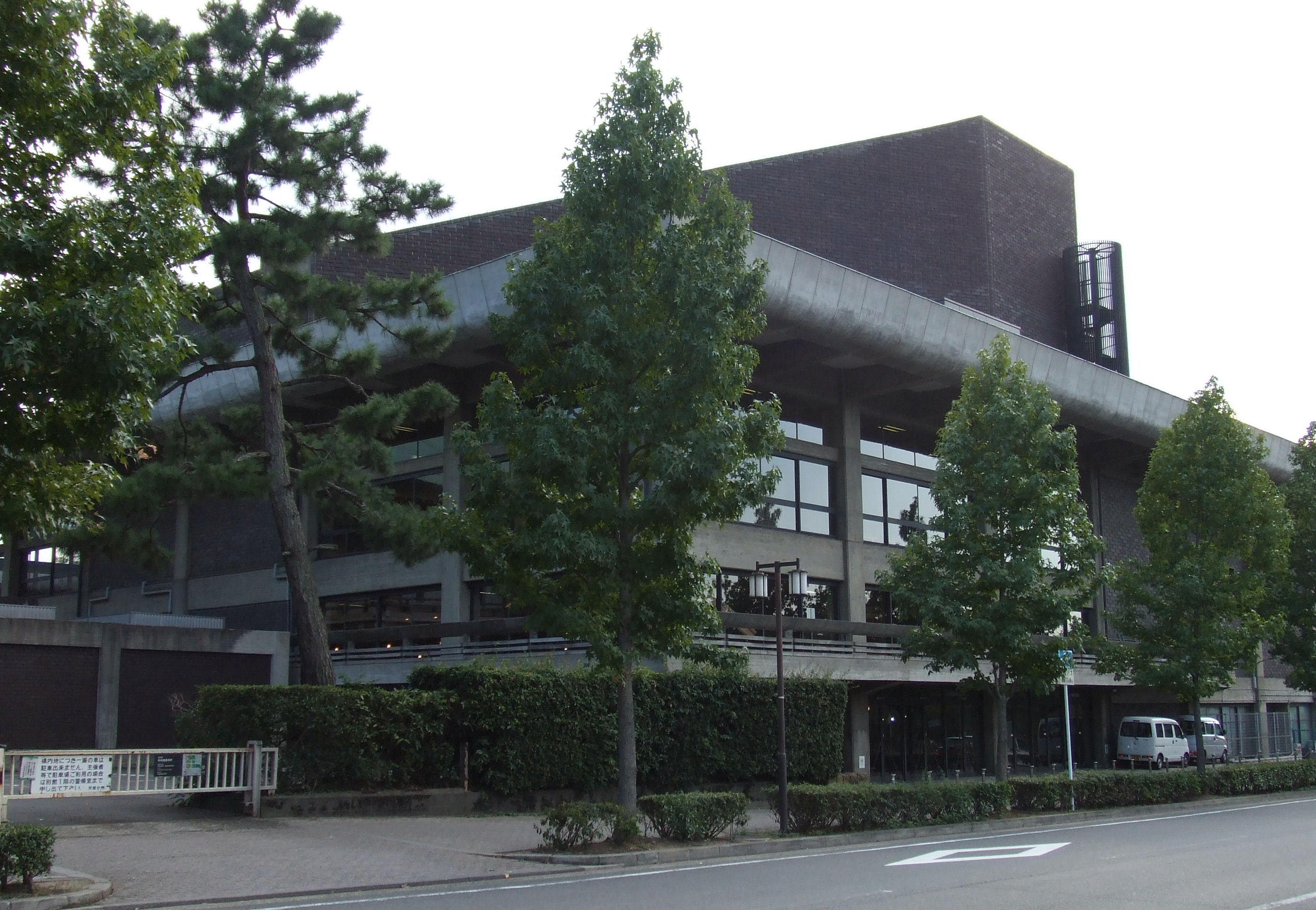
舊京都會館

羅姆劇場京都是京都府內唯一座席數超過2,000席的音樂廳。1960年至1995年，京都市交響樂團在這裡舉辦定期演奏會。2003年，京都會館被選入DOCOMOMO JAPAN選定 日本摩登運動建築。
由於設施老化，京都會館在2012年3月關閉，並耗資約110億日元進行改建。2016年1月10日，京都會館再次開業。為了籌集工程費用，京都市政府將設施冠名權出售給當地電子零件企業羅姆，簽約期間為50年，總額52.5億日元。命名權自京都會館重新開業之後適用，但新名稱則在開業前就已發布。相鄰的京都市營巴士的巴士站亦因此在2014年3月22日更名。
針對這一改建計劃，國際文化紀念物與歷史場所委員會的國際學術委員會認為京都會館是前川國男的代表作之一，也是重要的文化財產。改建計劃對該建築的文化財產價值造成無法挽回的損害，破壞美觀和協調，暗示可能發出危機遺產的警告。對此京都市表示「建築物的形狀本身降低了音樂廳機能。改建聽取了委員會的意見」。
在改建過程中，位於北側部分的第1大廳被拆除，新建了主大廳和北大廳。第二大廳和會議場等南側部分亦進行了耐震改造，並新設南大廳。

## 設施
羅姆劇場京都的主大廳有2,005個座席，主要用於歌劇、芭蕾舞等綜合舞台藝術和音樂會。南大廳有716個座席，用於劇場藝術、音樂會、各種儀式。北大廳有200個座席，用於小規模公演和彩排。Park Plaza是羅姆劇場京都內的主要商業設施，設有蔦屋書店和星巴克咖啡店鋪。

## 建築概要
舊的京都會館開館於1960年4月29日，由前川國男設計。當時建築地下有1層，地上有4層；佔地面積15,579平方公尺，建築面積7,779.1平方公尺，總樓面面積16,852.5平方公尺。這座建築獲得了日本建築學會賞、日本建築年鑑賞、照明普及賞、BCS賞等獎項。
2010年代前期的京都會館改建工程則由香山壽夫建築研究所設計。他在保存前川國男設計的建築全體構成的同時，對內部空間進行了全面翻新。

## 外部連結
- 羅姆劇場京都 （页面存档备份，存于）
- 羅姆劇場京都 （页面存档备份，存于） - 京都市
- 羅姆劇場京都 （页面存档备份，存于） - 羅姆
- 前川國男和白井晟一 （页面存档备份，存于）白井晟一研究会
- 京都會館 （页面存档备份，存于）